# XII Korpus Armijny (III Rzesza)

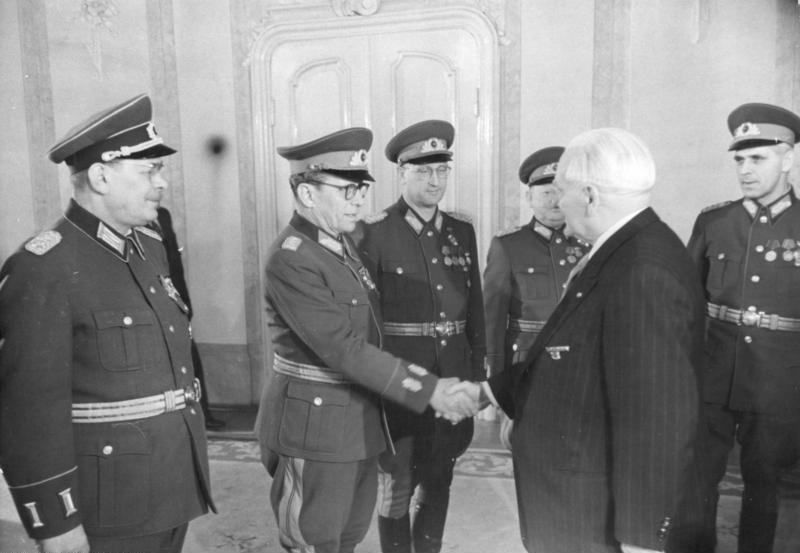
gen. Vinzenz Müller (drugi z lewej), dowódca XII Korpusu Armijnego w 1944 roku.(foto. z 1957).

XXVI Korpus Armijny – korpus piechoty Wehrmachtu,  uczestniczył w agresji na Polskę i Francję oraz ataku na Związek Radziecki. 
Jednostka została sformowana 1 października  1936 roku w Wiesbaden. Uczestniczyła w 1939 roku w agresji na Polskę a 1940 roku w inwazji na Francję. W 1941 roku XII KA brał udział w ataku na Związek Radziecki, prowadząc walki z Armią Czerwoną na terytorium ZSRR do 1944 roku. W czasie ataku na ZSRR XXVI KA składał się z 31 DP, 34 DP i 45 DP, i dowodził nim gen. Walter Schroth. Po klęsce w rejonie Mohylew-Mińsk, dowództwo XII KA  zostało 20 lipca 1944 roku rozwiązane i przekazane do XXVII KA i 6 APanc.
W kwietniu 1945 roku XII KA został odtworzony i skierowany na front zachodni. 

## Dowódcy
- gen. Walter Schroth 4.02.1938 - 9.04.1940
- gen. płk Gotthard Heinrici 9.04.1940 - 17.06.1940
- gen. Walter Schroth 17.06.1940 - 19.02.1942
- gen. Walther Gräßner 19.02.1942 - 18.02.1943
- gen. Kurt von Tippelskirch 18.02.1943 - wrzesień 1943
- gen. por. Edgar Röhricht wrzesień 1943 - wrzesień 1943
- gen. Kurt von Tippelskirch wrzesień 1943 - 4.06.1944
- gen. por. Vinzenz Müller od 4.06.1944 - do oddania się do niewoli[4]

## Struktura organizacyjna
Skład w 1941 roku:
- 31 Dywizja Piechoty
- 34 Dywizja Piechoty
- 45 Dywizja Piechoty

Skład w czerwcu 1944 roku:
- 18 Dywizja Grenadierów Pancernych
- 57 Dywizja Piechoty
- 267 Dywizja Piechoty